# Museo Taminango
El museo Taminango de Artes y Tradiciones Populares de Nariño, usualmente llamado casona de Taminango, es un museo nariñense
ubicado en la ciudad de San Juan de Pasto, y opera en una edificación que data del siglo xvii, elevada a la categoría de monumento nacional en 1971. 
El museo está dedicado a exhibir muestras de los procesos artesanales típicos de la región y también incluye la imprenta de tipos griegos que el Dr. Leopoldo López Álvarez usara para publicar versiones bilingües de los clásicos grecos, así como muestras de su obra.

## Historia

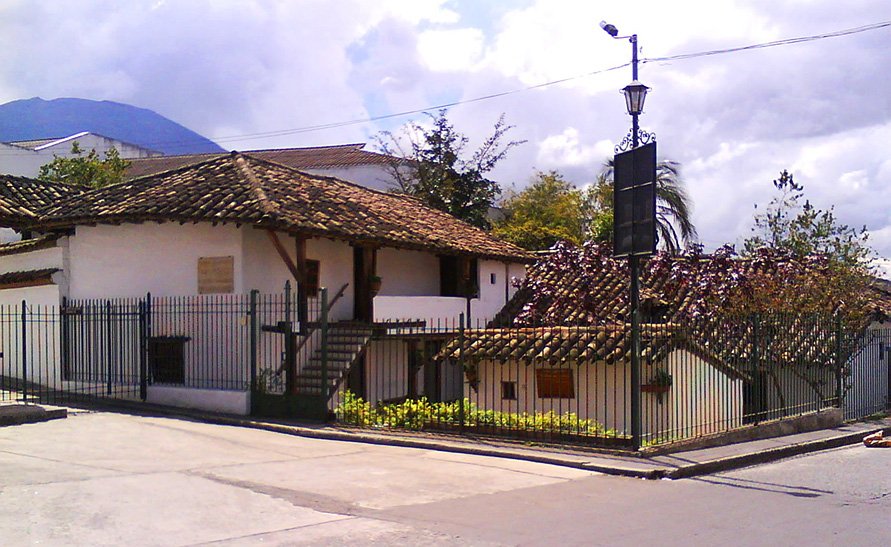
El Museo Taminango

El museo fue creado por la "Fundación Museo Taminango Monasco Dachis" por iniciativa e impulso y liderazgo del médico Pablo Morillo Cajiao quien por esta labor en el 2010 recibió el premio nacional Vida y Obra del Ministerio de Cultura de Colombia.
La fundación restauró una antigua edificación y allí el museo fue inaugurado el 14 de julio de 1989 con el objetivo, entre otros, de rescatar las artesanías cuyos procesos estén en peligro de desaparecer, lo que incluye el establecer un jardín botánico en sus terrenos adyacentes, para estudiar y cultivar las plantas necesarias para elaborar los productos.
Durante los primeros dos años el museo funcionó bajo la tutela del Museo de artes y tradiciones populares de Colombia y luego pasó a ser administrado directamente por la Fundación Museo Taminango Monasco Dachis, llamada así en honor del ciudadano ruso con cuya donación se pudo adquirir la edificación en que funciona la institución.

### La edificación
El museo funciona en un complejo arquitectónico compuesto principalmente por una casona construida con materiales típicos de la época de la colonia, es decir muros de tapia apisonada y empañetados preparados con estiércol de res, paja picada y arcilla amasada por bueyes. La edificación según los historiadores data de 1623, cuando el capitán español Juan Adarme solicita un terreno para construir un tejar o fábrica de tejas, en sustitución de una propiedad que adujo tuvo que abandonar a orillas del río Patía en la región de Taminango ( al norte del actual departamento de Nariño) por las hostilidades de los aborígenes, lo cual explica el nombre del predio y de la casona desde entonces. Concedido el dominio del terreno por el Cabildo de la ciudad, el capitán Adarme construye la fábrica de teja. Posteriormente, durante las guerras de la independencia de Colombia, el sitio pasó a ser posada y burdel. En años y décadas posteriores el lugar es propiedad de varios dueños y convertido en inquilinato. En 1968 , conscientes de su valor histórico y cultural la Fundación Museo Taminango Monasco Dachis aunó esfuerzos para adquirir la propiedad, restaurarla y fundar el museo el 14 de julio de 1989.
En la restauración de la casa, procurando conservar la mayor autenticidad posible, se respetó las técnicas antiguas de su construcción original y es así como en vez de clavos se utilizaron amarres de cuero.
Por su valor histórico y arquitectónico la casona fue declarada Monumento Nacional mediante el Decreto n.º 2000 de 1.971.

## Muestra en exhibición
El museo está dedicado a exhibir cerca de 860 piezas que son muestras de los procesos artesanales como el del barniz de Pasto, escultura, talla y torno en madera, tejidos de lana, paja toquilla y cabuya, artículos en cuero, cacho y hueso, talla en piedra, gobelinos y muñequería. Igualmente existen una herrería típica de los sectores rurales con su taller de fabricación de ollas y pailas a la usanza colonial, así como un molino de piedra que funciona por la acción de corriente hidráulica. Por otra parte, también existe una sección en la cual se exhibe la imprenta de tipos griegos del Dr. Leopoldo López Álvarez y muestras de su obra de traductor y humanista.
En los jardines internos aledaños a las salas, existen cultivos de plantas que pertenecen a la medicina tradicional de Nariño: manzanilla, orégano, paico, malva, entre otras.
El museo posee también un auditorio en el que se realizan actos culturales.